# Сибилёв, Николай Викентьевич
Сибилёв Николай Викентьевич (укр. Сібільов Микола Вікентійович) (9 февраля 1873, Глухов — 18 августа 1943, Уфа) — русский и советский учёный, музейщик, археолог, исследователь археологических памятников Слобожанщины, Донбасса, Донщины и др. Основатель и первый директор Изюмского краеведческого музея (1920—1941).

## Биография
Родился 9 февраля 1873 года в городе Глухов (есть данные о его рождении в Белгороде). Учился в Глуховской прогимназии. После окончания учебы работал писарем в училище, затем с 1891 до 1911 г. работал в Курской казенной палате гражданским чиновником, дослужившись до чина надворного советника.
По состоянию здоровья уволился и переехал вместе с семьей на постоянное место жительства в Изюм. Заинтересовался историей края, увлекся краеведческой работой, занялся изучением и коллекционированием археологических памятников каменного века и поставил вопрос об организации местного музея.
14 января 1920 года Николай Викентьевич был назначен директором созданного Изюмского музея. Одним из главных направлений деятельности Н. Сибилёва было спасение культурного наследия края. Он организовал сбор книг, картин, произведений прикладного искусства из покинутых помещичьих имений. Музей пополнился коллекцией природных ископаемых, архивом городского самоуправления, частными коллекциями по геологии, палеонтологии, зоологии, ботаники.
Благодаря его настойчивости в Изюме выходят в свет материалы из археологических исследований: два выпуска «Древности Изюмщины» (1926), «Первоначалии Изюмщины» (1928—1930).
В начале 1934 года Н. Сибилёв с семьей переехал в Святогорск (ныне город Донецкой области). Ученый продолжил разведывательные поисковые работы на Донбассе.
В апреле 1934 года при содействии Сибилёва был основан Артемогорский (Святогорский) краеведческий музей, где он работал научным консультантом.
С 1 июля 1938 года Н. Сибилёв работает на должности младшего научного сотрудника, научного сотрудника сектора археологии доклассового общества в Институте Археологии АН СССР (1938—1941), научного сотрудника Института общественных наук (1941—1942), старшего научного сотрудника Института истории и археологии АН УССР в Уфе (1943).
С первых дней войны Николай Викентьевич занимался вывозом музейных коллекций Изюмского и Святогорского музеев. Невероятные усилия Н. Сибилёва, С. Н. Одинцовой и прикомандированных военных дали возможность большую часть культурных ценностей спасти. Часть была закопана в городе, а часть вывезена в Уфу.
В эвакуации Н. Сибилев продолжил свои научные исследования. В Уфе, несмотря на резкое ухудшение здоровья, Сибилёв писал научные статьи, планировал проведение выставок и мечтал вернуться в УССР.
Умер Николай Викентьевич Сибилев 18 августа 1943 годе в Уфе.

## Исследование «Слова о полку Игореве»
Весной 1943 года на проходившей в Уфе научной конференции Сибилев выступил с докладом, темой которого стал маршрут похода Игоря (посмертная публикация в 1950 году в Киеве).
Сибилев предположил следующее.
После Путивля войско Игоря пошло в направлении современного города Сумы и далее на Валки, а реку Северский Донец пересекли 1 мая 1185 года в районе современных городов Балаклеи или Андреевки.
Летописное «озеро-море» — это одно из солёных озер.
Река Сюурлий, где произошло первое столкновение дружины Игоря с половцами, — это современная река Голая Долина, левый приток реки Сухой Торец, а Каяла — это приток Голой Долины, ручей Макатиха. Вслед за П. Е. Ваденюком Сибилев предложил искать места сражений Игоря с половцами у летописного «Тора», правого притока Северского Донца.
Развитие гипотезы Сибилева в трудах учёных
Идеи Сибилева получили известность в изложении К. В. Кудряшова, присутствовавшего на его докладе в Уфе. Полностью приняв выводы изюмского краеведа, Кудряшов недостаточно определенно сослался на своего предшественника, в результате чего Б. А. Рыбаков расценил опубликование статьи Сибилева как установление «истинного авторства… „кудряшовского“ варианта» (Рыбаков. «Слово» и его современники. С. 220). Версия Сибилева была развита, уточнена и дополнительно аргументирована М. Ф. Гетманцем (Гетманец М. Ф. Тайна реки Каялы. 2-е изд. Харьков, 1989. С. 48—49, 84, 89, 110—111.).

## Память
Именем Николая Сибилёва назван Изюмский краеведческий музей.
В Святогорской лавре проводятся научные конференции, именуемые «Сибилёвскими чтениями».